# Macrocarpaea gulosa
Macrocarpaea gulosa är en gentianaväxtart som beskrevs av Jason Randall Grant. Macrocarpaea gulosa ingår i släktet Macrocarpaea och familjen gentianaväxter. Inga underarter finns listade i Catalogue of Life.